# Locker
O sistema Locker é um sistema de bloqueio do diferencial desenvolvido pela Eaton em parceria com FPT - Powertrain Technologies.
A Fiat lançou o equipamento em 2008, com o lançamento inicialmente no modelo Fiat Palio Adventure, já como item de série. Ele permite que o veículo coloque a tração semelhante entre as duas rodas dianteiras, permitindo a saída do local. 
A ativação do sistema é feita manualmente, por meio de botão no painel. Para acionar o sistema o motorista tem de estar com o veículo estacionado e pisar no pedal de freio. O Locker é desativado automaticamente quando o veículo atingir 20 km/h.
É muito criticado pelo limite de velocidade bastante baixo, pois em alguns terrenos é necessário ter velocidade e tração.
O sistema foi o primeiro no mundo a ser colocado na tração dianteira.

## Na linha Fiat
Era utilizado apenas na linha Adventure (Palio Adventure, Strada Adventure, Doblò Adventure, Idea Adventure), mas a partir de 2014 passa a ser oferecido como opcional também na linha da nova Strada Trekking. E nestes veículos (exceto o Fiat Doblò) tem a opção de contar com o câmbio automatizado Dualogic.